# Muchakhandi, Bagalkot
Muchakhandi là một làng thuộc tehsil Bagalkot, huyện Bagalkot, bang Karnataka, Ấn Độ.